# استان یزد
استان یزد یکی از استان‌های مرکزی ایران است که مرکز آن کلان‌شهر یزد می‌باشد.
یزد در مرکز ایران قرار گرفته و از پیرامون با استان‌های اصفهان، خراسان جنوبی، کرمان و فارس همسایه است. این استان در حدود ۷۶٬۴۶۹ کیلومتر مربع وسعت داشته و به تنهایی چهار و نیم درصد از کل مساحت ایران را در بر می‌گیرد. این استان هشتمین استان پهناور و بیست و چهارمین استان پرجمعیت در ایران است.
مهم‌ترین شهرهای این استان، شهرهای یزد، ابرکوه، میبد، اردکان و بافق هستند. استان یزد از شمال با استان اصفهان، از شرق با استان خراسان جنوبی، از جنوب با استان کرمان و از غرب با استان فارس همسایه است.
استان یزد در برابر این استان‌های یزد، کرمان، هرمزگان، سیستان‌و‌بلوچستان و خراسان جنوبی با بحران جدی‌تر در زمینه خشکسالی مواجه است.

## مردم شناسی

### جمعیت
جمعیت استان یزد طبق آخرین سرشماری سال ۱۳۹۵ برابر با ۱٬۱۳۸٬۵۳۳ نفر (۳۴۰٬۶۵۷ خانوار) بوده است. جمعیت این استان در سال ۱۴۰۰ برپایه برآورد رسمی مرکز ملی آمار ۱٬۲۵۲٬۰۰۰ نفر (۳۸۰٬۱۰۰ خانوار) محاسبه شده است.

### دین و مذهب
مذهب اکثریت مردم استان (۹۹ درصد) تشیع می‌باشد که از زمانهای قدیم زندگی مسالمت آمیزی را با اقلیت‌های دینی زرتشتی و کلیمی داشته‌اند. بعد از اقتدار دولت صفویه در ایران و رواج مذهب شیعه، مراسم عزاداری و سینه زنی برای حسین بن علی ازجمله مهم‌ترین مراسم‌های مرسوم در ایران و به خصوص یزد گردید. یزد را به عنوان حسینیه ایران می‌شناسند. ۱۹۷۷مسجد، ۶۵۱ تکیه و حسینه و ۱۲۴ اماکن متبرکه در یزد وجود دارد.
مسیحی(۳۶۰۰نفر)، کلیمی(۳۱نفر)٬زرتشتی(۸۰۰ نفر) و سایر ادیان(۱۲۲۲نفر) جز اقلیت‌های مذهبی یزد هستند.
نسبت ادیان به شکل زیر است:
| دین مردم استان یزد | دین مردم استان یزد | دین مردم استان یزد | دین مردم استان یزد | دین مردم استان یزد |
| ------------------ | ------------------ | ------------------ | ------------------ | ------------------ |
|                    |                    |                    |                    |                    |
| شیعه               | شیعه               |                    | ۹۹٫۵۰٪             | ۹۹٫۵۰٪             |
| سایر               | سایر               |                    | ۰٫۵۰٪              | ۰٫۵۰٪              |

### زبان و اقوام
نظرسنجی سال ۱۳۸۹
طی پژوهشی که به سفارش شورای فرهنگ عمومی در سال ۱۳۸۹ انجام شد و براساس یک بررسی میدانی و یک جامعه آماری از میان ساکنان ۲۸۸ شهر و حدود ۱۴۰۰ روستای سراسر کشور، درصد اقوامی که در این نظر سنجی نمونه‌گیری شد در این استان به قرار زیر بود:
| اقوام استان یزد | اقوام استان یزد | اقوام استان یزد | اقوام استان یزد | اقوام استان یزد |
| --------------- | --------------- | --------------- | --------------- | --------------- |
| قومیت           | قومیت           |                 | درصد            | درصد            |
| فارس            | فارس            |                 | ۹۸٫۶٪           | ۹۸٫۶٪           |
| عرب             | عرب             |                 | ۰٫۵٪            | ۰٫۵٪            |
| بدون جواب       | بدون جواب       |                 | ۰٫۹٪            | ۰٫۹٪            |

از گذشته روابط بازرگانی و خویشاوندی قدرتمند با شهرها و استانهای اطراف بدلیل مرکزیت داشتن اداری، آموزشی و سیاسی یزد در مرکز ایران وجود داشته است. در این استان نزدیک به یکصد هزار سیستانی و بلوچ ساکن هستند و سهم بسزایی در آبادی و رشد این استان داشته‌اند.
در زمان پهلوی اول گروهی پرشمار از کُردهای ایل گلباغی از شمال استان کُردستان به شهر یزد و شهرهای اصفهان و کاشان و نایین کوچانده شدند که امروزه بیشتر از عناصر استحاله‌یافته در جمعیت این شهرها به‌شمار می‌آیند.

## پیشینه
بنا به نوشته ابن البلخی در صفحه 122 فارسنامه منطقه یزد با مرکزیت شهرک کثه از توابع فارس بود بنابر نوشته اعتمادالسلطنه در المّثر والآثار در عصر قاجار ایران به چهارایالت کرمان فارس خراسان آذربایجان تقسیم می شد.در اولین قانون تقسیمات کشوری ولیت یزد یکی از ۱۲ ولایت ایران بود. در دومین قانون تقسیمات کشوری مصوب سال ۱۳۱۶، شهرستان یزد و شهرضا با مرکزیت دارالسلطنه اصفهان استان دهم  را تشکیل می‌دادند که نامیدن استان ها به شماره تا سال ۱۳۳۹ ادامه داشت تا اینکه استان دهم بنام استان اصفهان شد . در سال ۱۳۴۸ نخستین قدم ها برای جدایی یزد از اصفهان  با تبدیل به فرمانداری کل برداشته شد. در سال ۱۳۵۲ با مصوبه هییت وزیران یزد و چهارمحال و بختیاری از اصفهان جدا و  به استان ارتقاء پیدا کردند. در سال ۱۳۵۹ دهستان‌های مروست و هرات از شهرستان شهربابک استان کرمان منتزع هرات ومروست در تمام دورۀ پهلوی از توابع کرمان بود اسکارفن نیدر مایر که در1915 از منطقه بازدید کرده در زمان قاجار هم نایب الحکومه‌ای از کرمان در آنجا از طرف نصرت السلطنه والی کرمان حضورداشت( زیرآفتاب سوزان ایران333). در سال ۱۳۶۶ بخش ابرکوه از شهرستان آباده استان فارس منتزع و به شهرستان تفت ملحق گردید. در سال ۱۳۷۳ بخش ابرکوه به شهرستان ارتقاء یافت. در فصول بهار و تابستان، آب و هوای بیش‌تر مناطق استان، گرم و خشک و در فصول زمستان و پاییز سرد و نسبتاً مرطوب است. یزد اولین شهر ایران است که در یونسکو به ثبت جهانی رسیده است.

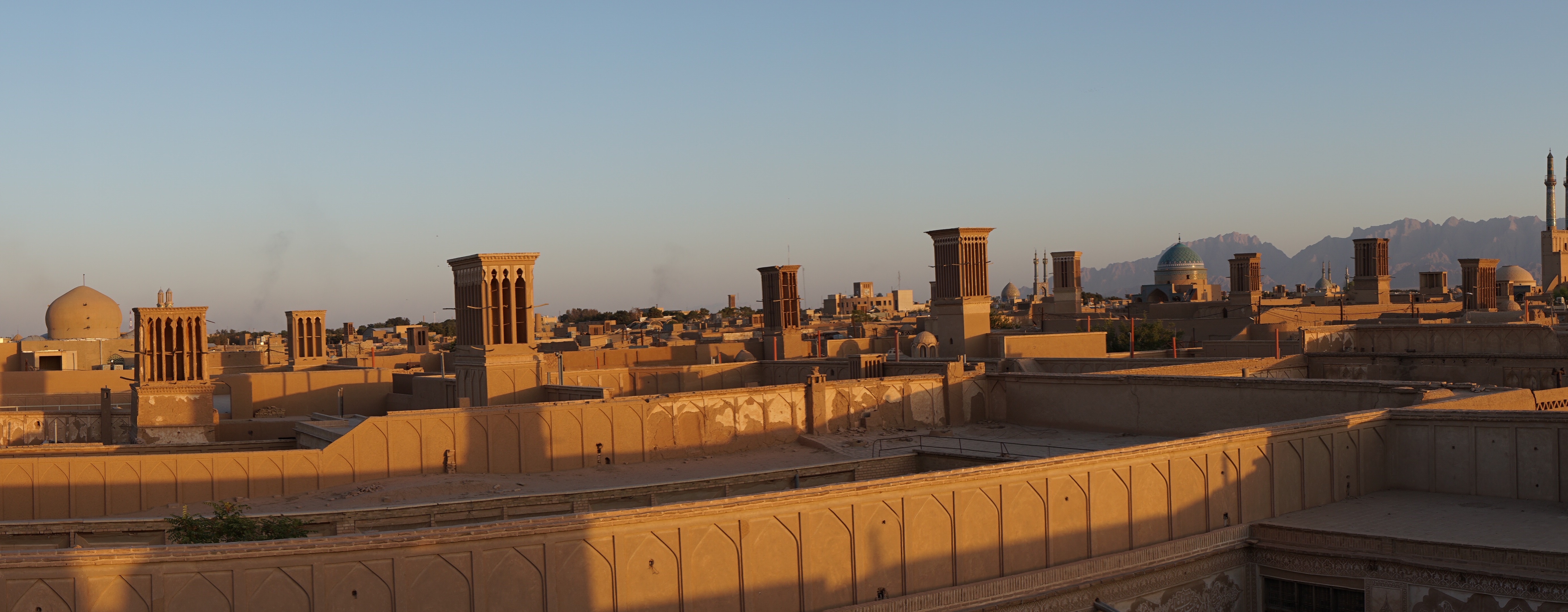
یزد، مرکز استان و شهرستان یزد

در برخی از منابع، بنای اولیهٔ برخی از شهرهای استان را به سلیمان پیامبر، ضحاک، اسکندر مقدونی و ابراهیم پیامبر نسبت داده‌اند. آثاری چون دست‌افزارهای به‌دست‌آمده از دره‌های شیرکوه، نگاره‌های کوه ارنان و سفال‌های منقوش قلعهٔ میبد نشان‌دهندهٔ تمرکز مدنیت یزد در گذشته در چهار منطقهٔ استان هستند: بافق و فهرج، یزد، رستاق، میبد و اردکان.

## کشاورزی

پانوراما از شهر یزد

به‌دلیل خشکی آب و هوا و اندک بودن میزان بارندگی بین استان‌های ایران کمترین منبع آب کشاورزی در یزد قرار دارد.
عمده محصولات کشاورزی این استان به ترتیب در شهرستان‌های خاتم و ابرکوه تولید می‌شود. محصولاتی همچون گندم، ذرت، زرد آلو، انار، بادام، پسته، انگور و غیره در این شهرستان‌ها تولید می‌شود و اغلب با شهرستان‌های شمال فارس مبادلات کشاورزی خود را انجام می‌دهند. در سال‌های اخیر با توجه به بازده بالای محصولات گلخانه ای و همچنین مبارزه با کم‌آبی در منطقه هرات گلخانه‌های زیادی شکل گرفته‌اند که تولیدات متنوعی همچون خیار، گوجه فرنگی، آلوئه ورا و فلفل دلمه‌ای را روانه بازار کرده است. یکی از موفق‌ترین کشت‌های گلخانه‌ای شهر هرات میوه استوایی پاپایا بوده است که برای نخستین بار در ایران به صورت گلخانه‌ای عمل آورده شده است.
از دیگر محصولات کشاورزی استان یزد می‌توان به خرما اشاره کرد که در شهرستان بافق تولید می‌شود. علاوه بر شهرستان‌های نامبرده در شهرستان بهاباد کشت زعفران و در شهرستان‌های اشکذر و یزد کشت گلخانه‌ای رواج دارد. منطقه قاسم‌آباد در جنوب شهر یزد از قدیم محل کاشت محصولات صیفی و سبزیجات بوده است. همچنین کاشت برنج به‌طور محدودی در مناطقی از شهرستان مهریز و طبس رواج دارد که سطح زیر کشت آن تقریباً ۶۰ هکتار است. بدیهی است به‌دلیل کم‌آبی کشت دیم در استان یزد رواج ندارد به استثناء کشت گیاهان دارویی در دامنه‌های شیرکوه به صورت دیم. از دیگر مناطق کشاورزی استان یزد را می‌توان شهرستان‌های تفت و اردکان و میبد را نام برد، در این شهرستان‌ها بیشتر محصولات باغی مانند انار به عمل می‌آید. به علت کم‌آبی این استان بیشتر جنبه صنعتی دارد.

## صنایع و منابع تأمین انرژی

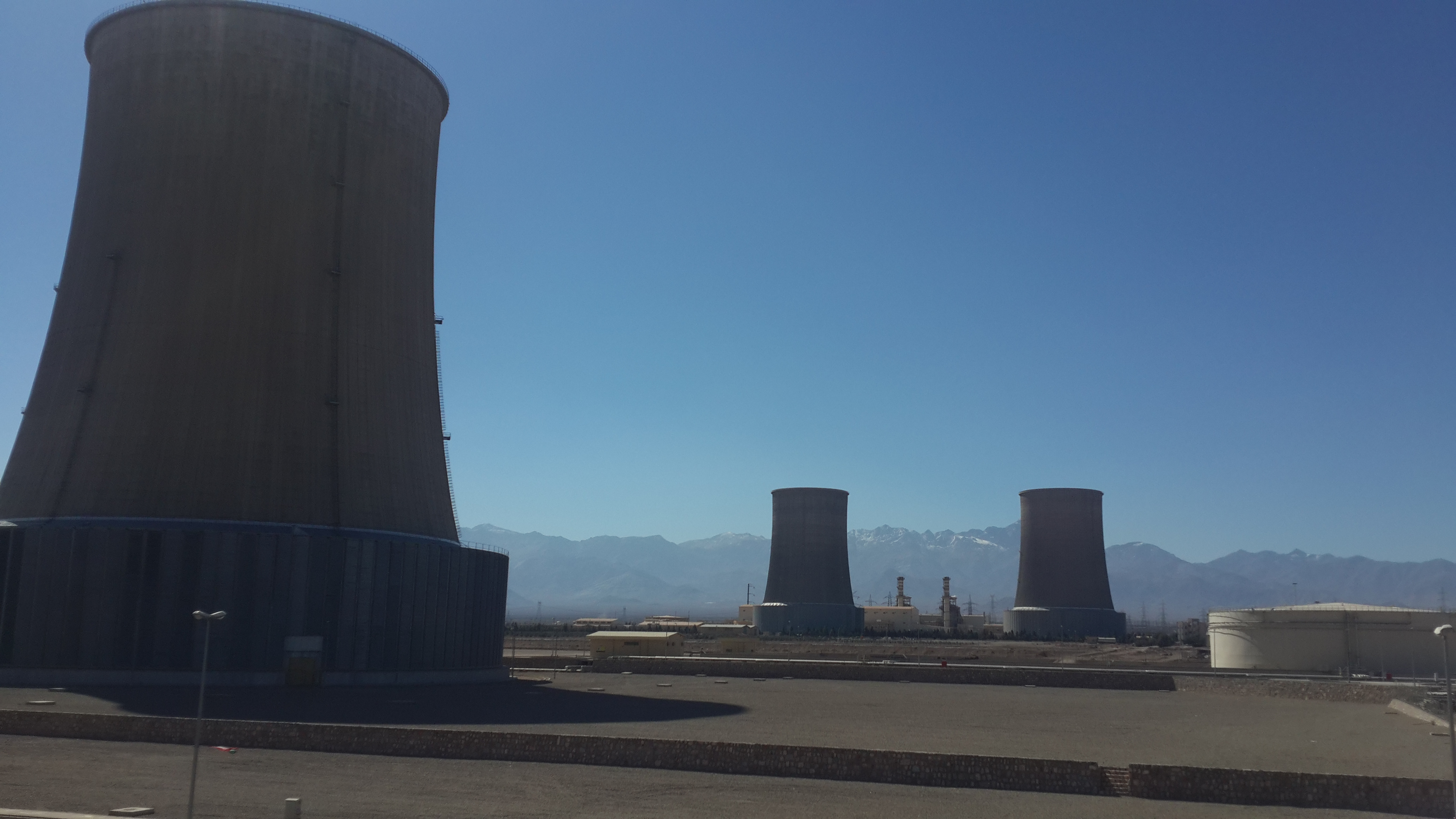
برج‌های خنک‌کننده نیروگاه سیکل ترکیبی یزد

استان یزد را به‌دلیل ذخایر معدنی «بهشت معادن» می‌نامند. این استان دومین استان معدنی ایران پس از کرمان است. از ۶۰ نوع ماده معدنی کشور ۵۰ گونه آن به‌طور قطع در یزد موجود است. هرچند فعلاً تنها ۳۰ گونه آن قابل استخراج است. معدن سرب و روی مهدی‌آباد یکی از این معادن است که بزرگ‌ترین معدن از نوع خود در جهان محسوب می‌شود.
صنعت بافندگی یزد از شهرت زیادی برخوردار است. صنعت شیرینی‌سازی در استان یزد از قدمتی دیرینه برخوردار است و محصولات آن صاحب شهرتی شده‌اند که از مرزهای ایران فراتر رفته است. مهم‌ترین شیرینی‌جات یزدی با نام‌های قطاب، پشمک و باقلوا شهرت دارند.
بیشترین تولیدات واحدهای صنعتی شهر را منسوجات، کاشی و سرامیک و فرش ماشینی تشکیل می‌دهد. واحدهای صنعتی استان یزد عمدتاً در شهرک‌های صنعتی یزد و میبد و اردکان متمرکز شده‌اند. همچنین یزد دارای معادن زیادی است که مهم‌ترین آن‌ها معدن سنگ آهن چادرملو و چغارت بافق و معدن سرب و روی کوشک بافق، فسفات آسفوردی بافق هستند. معادن غنی اورانیوم نیز در اواخر دهه ۸۰ در منطقه ساغند اردکان کشف شده است. 
در استان یزد که کم‌آب‌ترین استان ایران است، ۱۷ کارخانهٔ فولاد فعال وجود دارد که عبارت‌اند از: فولاد یزد (فولاد احرامیان یزد)، فولاد بافق یزد، فولاد الماس یزد، فولاد حدید یزد، ذوب و نورد فولاد شیرکوه، صنایع نورد میلاد یزد، مجتمع فولاد اردکان، فولاد سرمد ابرکوه، فولاد آلیاژی ایران، ذوب، فلزات یزد، فولادسازان کیوان یزد، گروه صنعتی ذوب فلزات یزد، فولاد ایزد خواست جنوب، آهن و فولاد غدیر ایرانیان، شرکت معدنی و صنعتی، چادرملو، فولاد آلیاژی یزد، آهن و فولاد ارفع. این کارخانه‌ها انواع محصولات آهنی و فولادی مانند میلگرد، تیرآهن، ورق، نبشی و ناودانی، قوطی پروفیل و شمش تولید می‌کنند.
برق استان یزد توسط شرکت برق منطقه‌ای یزد که از سال ۱۳۶۸ تأسیس گردیده است تأمین می‌شود. این شرکت با فروش بیش از ۵۲ درصد از فروش کل خود در سال به مشترکین صنعتی (بالغ بر ۳ میلیارد کیلووات ساعت انرژی در سال ۸۵) سهم مهمی از صنعت استان را تشکیل می‌دهد.
پیک برق استان در سال ۹۱ حدود ۹۳۰ مگاوات بوده که حدود ۵۵ درصد از این میزان مربوط به صنایع فولاد است. در اواخر بهار ۱۳۹۲، توان نامی نیروگاه‌های نصب‌شده در این استان ۱۴۲۰ مگاوات اعلام شده است. ازجمله منابع تأمین انرژی در این استان می‌توان به نیروگاه سیکل ترکیبی شیرکوه، نیروگاه خورشیدی کوشک بافق، نیروگاه سیکل ترکیبی چادرملو، نیروگاه زنبق یزد و نیروگاه خورشیدی یزد اشاره نمود.

## تاریخ و فرهنگ
استان یزد از سرزمین‌های تاریخی و بزرگ است که در میان ایالت‌های قدیمی ازجمله پارس، اصفهان، کرمان و خراسان قرار داشته است. آبادی نشینی در این منطقه از قدمت طولانی برخوردار می‌باشد. این سرزمین از گذرگاه‌های مهم در دوره‌های تاریخی محسوب می‌شده است. این ناحیه در دوره هخامنشیان از راه‌های معتبر موسسه‌های راهداری، مراکز پستی و چاپاری برخوردار بوده است. راهداری در یزد از زمان قدیم چنان اهمیتی داشت که خاندان آل مظفر از منصب راهداری ناحیه میبد به پادشاهی رسیدند. این استان از درگیری‌ها و جنگ‌های تاریخ کشور ایران تا حدودی ایمنی داشته است. سخت‌گذر بودن راه‌ها به همراه محدودیت منابع آبی مانع عمده تسخیر این منطقه توسط بعضی از حکومتهای بزرگ و کوچک پیرامون این منطقه در طول تاریخ بوده است.
وجود آثاری از مهر و آناهیتا، ایساتیس و هخامنشی و زندان اسکندر و برج و بارو و کهن درهای بزرگ و عظیم و پناهگاه‌های متعدد و موبدان و سران ساسانی و ابنیه و یادگارهای بعد از اسلام نظیر مساجد و امامزاده‌ها و مزارها نشانگر فرهنگ و تمدن قبل و بعد از دوره اسلامی بوده است.

## اماکن دیدنی استان یزد
| - سرو کهن ابرکوه - خانه آقازاده - یخچال خشتی ابرکوه - گنبد عالی - منارجنبان خرانق - پیر سبز هریشت - پیر سبز چک چک - مسجد جامع اردکان - رباط ساغند اردکان - کاروانسرای خرانق - مجموعه آب‌انبار احمدآباد - خانه تقدیری - خانه آیت‌الله خاتمی - خانه سروری - آسیاب‌آبی اشکذر - مسجد ریگ مجومرد - مجموعه باغ وزیر حجت آباد - تپه قاضی میر جعفر - منطقه حفاظت‌شده کوه بافق و کویر کاراکال صادق‌آباد - مسجد جامع بافق و مدرسه علمیه - قلعه باقرآباد | - قلعه ده عسگر - برج حاجی‌آباد - مجموعه تاریخی شاه‌نعمت‌الله ولی - عمارت و باغ صدری (نمیر) - بقعه شیخ جنید توران‌پشت - قلعه رشکوئیه - قلعه شواز - آبشار فصلی دره گاهان - جنگل باغ شادی هرات - نهر مسیح - خانه دکتر صالحی - قلعهٔ تاریخی مروست - کاروانسرای شعبه - باغ پهلوان‌پور - مجموعه مهرپادین مهریز - قلعه سریزد - مسجد جامع سریزد - کاروانسرای صفویه - کاروانسرای کهنه سریزد - سنمبر سریزد - مسجد پای برج سریزد - چاپارخانه سریزد - دروازه فرافر سریزد - باغ آهو سریزد | - نارین قلعه - برج کبوتر خانه - کاروانسرای شاه عباسی میبد - یخچال میبد - مسجد جامع میبد و گنبد امام حسن - مسجد جامع ندوشن - آتشکده زرتشتیان یزد - بقعه سید رکن الدین - آب‌انبار شش بادگیر - مجموعه میدان امیرچخماق - خانه لاری‌ها - دخمه زرتشتیان - مدرسه ضیائیه (زندان اسکندر) - مسجد جامع کبیر یزد - مسجد ریگ یزد - بازار خان و حمام خان - باغ دولت‌آباد - بقعه دوازده امام - قنات باغ زارچ - مسجد جامع فهرج |

## تقسیمات استانی
استان یزد در سال ۱۳۵۲ از استان دهم جدا شد.
استان یزد دارای ۱۲ شهرستان، ۲۲ بخش، ۴۶ دهستان و ۲۱ شهر به توضیح زیر است:
| مکان شهرستان                        | نام شهرستان | مرکز شهرستان | وسعت شهرستان | جمعیت مرکز شهرستان ۹۵ | جمعیت شهرستان ۹۵ |
| ----------------------------------- | ----------- | ------------ | ------------ | --------------------- | ---------------- |
|                                     | ابرکوه      | ابرکوه       | \| ۵٬۳۸۱ \|  | ۲۷٬۵۲۴ نفر            | ۵۱٬۵۲۲ نفر       |
|                                     | اردکان      | اردکان       | ۲۳٬۶۶۵       | ۷۵٬۲۷۱ نفر            | ۹۷٬۹۶۰ نفر       |
|                                     | اشکذر       | اشکذر        | ۵٬۴۸۶        | ۱۹٬۱۲۳ نفر            | ۳۲٬۵۶۲ نفر       |
|                                     | بافق        | بافق         | ۱۵٬۲۸۳       | ۴۵٬۴۵۳ نفر            | ۵۰٬۸۴۵ نفر       |
|                                     | بهاباد      | بهاباد       | ۸٬۲۳۵        | ۹٬۲۳۲ نفر             | ۱۷٬۲۲۱ نفر       |
|                                     | تفت         | تفت          |              | ۱۸٬۴۶۴ نفر            | ۴۳٬۸۹۳ نفر       |
|                                     | خاتم        | هرات         |              | ۱۳٬۰۳۲ نفر            | ۲۱٬۵۶۴ نفر       |
| پرونده:Location of zarch city.svg   | زارچ        | زارچ         |              | ۱۱٬۰۰۴ نفر            | ۲۰٬۰۱۴ نفر       |
| پرونده:Location of marvast city.svg | مروست       | مروست        |              | ۹٬۳۷۹ نفر             | ۱۶٬۰۱۴ نفر       |
|                                     | مهریز       | مهریز        | ۶٬۷۷۶        | ۳۴٬۲۳۷ نفر            | ۵۱٬۷۳۳ نفر       |
|                                     | میبد        | میبد         | ۵٬۱۲۰        | ۸۰٬۷۱۲ نفر            | ۹۹٬۷۲۷ نفر       |
|                                     | یزد         | یزد          |              | ۵۲۹٬۶۷۳ نفر           | ۶۵۶٬۴۷۴ نفر      |
| ۵٬۳۸۱                               |             |              |              |                       |                  |